# Cándido Candi
Cándido Candi y Casanovas (Càndid Candi i Casanovas en catalán) (Castellón de Ampurias, 4 de febrero de 1844 - Barcelona, 15 de agosto de 1911) fue un compositor de música religiosa y organista.

## Biografía
A los diez años comenzó a estudiar órgano con mosén José Anglada. De muy joven (1859) se trasladó a Barcelona, donde Bernat Calvó y el reputado maestro Buenaventura Frigola (1829-1901) le permitieron ampliar sus estudios de armonía y realizar los de contrapunto, fuga, composición e instrumentación. Fue sucesivamente maestro de capilla y organista de las iglesias de los Santos Justo y Pastor (1864), del convento de Santa Clara (1872) y de la iglesia parroquial de San Jaime (1887).
En 1879 fue escogido miembro de la Academia Filosófico Científica, en la que se encargaría de su sección musical. Igualmente fue socio honorífico de la Asociación Musical Barcelonesa y del 'Orfeón de Bilbao.
Su producción musical es casi en exclusiva de temática religiosa: misas, motetes, salves, si bien compuso también numerosas piezas para piano y fue autor de algunas sardanas. Junto con su amigo Jacinto Verdaguer fueron los responsables de muchas obras, como la recopilación Cánticos para el pueblo, que durante medio siglo fue cantado en actos religiosos catalanes. Es considerado uno de los autores de la renovación de la música religiosa catalana del siglo XX.
Además de su labor compositora, Cándido Candi también ha pasado a la historia como uno de los precursores del folclor catalán. En colaboración con Francisco Pelagi Briz Fernández, recopiló e instrumentó la colección de 32 canciones tradicionales catalanas recopiladas en el volumen Canciones de la tierra I, premiado en la Exposición de Viena de 1873. También musicó el poema de Verdaguer La barretina, el cual se convirtió en el himno catalanista por excelencia del último tercio del siglo XIX. 
Muchas de sus partituras se conservan en la Biblioteca de Cataluña y en la Biblioteca Nacional de Madrid . Asimismo, su fondo documental privado (1864 a 1911) se conserva en el Archivo Histórico de la Ciudad de Barcelona.

## Obras
- María: romanza sin palabras para violín y piano (1897).

### Obras para piano
- Concepción: nocturno (ca. 1863).
- Edita: fantasía.
- Fantasía para piano sobre el canto popular catalán La filla del martxant (1883).
- Primavera: gavota (1888).
- Los Quince abriles: fantasía-mazurca (ca. 1870).
- Ronda nocturna (ca. 1900).
- Rosa con espinas: capricho (1890).
- Seis danzas americanas (1870).

### Canciones
- Aplech a les Astunes: Jira campestre (1890?), con letra de Dolores Monserdá de Maciá, para coro.
- Cántich á Ntra. Sra. dels Desamparats (de Figueras) (1884?), para dos voces, coro y piano.
- Cantichs del romeu de Montserrat (transcripción).
- Cántico de los peregrinos teresianos (1886), letra de Juan B. Altés, para tres voces, coro y piano.
- Coblas del Cor de Jesús, letra de José Torras Bages.
- L'Espanya católica al Sagrat Cor de Jesús (1901?), letra de R. Guilera, para voz, coro y piano.
- La filla del martxant: cansó popular catalana, armonizada para cuatro voces.
- Himne a la Verge de Montserrat (1900), letra de Trinidad Aldrich.
- Himno a María, letra de José Ignacio Mirabet, para voz y piano.
- Himno nupcial (ca. 1895), letra de Francisco Luis Obiols, para coro, violín, violonchelo y armonio.
- Misa á tres voces y coro en honor a los Sagrados Corazones de Jesús y María (1905).
- Misa "Cantantibus organis" (1906), para dos voces, coro y órgano.
- La pastoreta, canción popular armonizada a cinco voces y coro mixto.
- Il pellegrino a Lourdes: cantica a María (1878), con letra de Francisco Fors de Casamayor, para voz y armonio.
- Pilar: melodía pera cant y piano, con letra de José María Serra Marsal.
- El Placer fugaz: melopea para piano (ca. 1870), con letra de Joaquín Roca Cornet.
- Regina Coeli á cuatro voces con acompañamiento de órgano, armonium ó piano (1883).
- Rimembranza d'amore. Valz idilio para soprano a grande orquesta, con letra de Francisco Fors de Casamayor.
- Salve Regina á tres voces iguales con acompto. de armonium ú organo (1886).
- Sospir d'amor: romança catalana (1888), con letra de José de Argullol, para voz y piano.
- Stabat Mater: a tres voces y coro (ad libitum) con acompañamiento de órgano, armonium ó piano (1876).
- ¡Volem...!: cansó pera cant y piano (ca. 1900), con letra de Sebastián Trullol Plana.

Con letra de Félix Sardá y Salvany: A Nuestro Santísimo Padre el Papa Pio IX, para coro; España en Lourdes: cántico de los peregrinos españoles (1879), para coro y piano, Profesión de fe católica (1876?), para coro.

#### Canciones con letra de Jacinto Verdaguer
- A Betlhem: Venite, adoremus: villancico pastoril (ca. 1892), para tres voces y piano.
- A la Assumpció de la Verge: cántich de las Fillas de Maria en la erecció del cuart Misteri de Glória en lo Rosari monumental de Montserrat (1900).
- A la Verge de la Gleva (1885), para tres voces y coro.
- ¡A Montserrat! Himne del milenar a voces soles (1880).
- La barretina: cansó del ultim barretinayre de Fransa (1880).
- Caramellas: chor á voces solas (1885).
- Los fills del Canigó: estudiantina (ca. 1887), para coro u orquesta.
- La Gloria (1878), para voz y coro.
- Guerra a la blasfemia: cántich religiós pel poble, à una voz y chor (1885).
- Jesús als homes (1878), para tres voces y coro.
- Jesús als noys (1885), para voz y coro.
- Jo só filla de María (1885), para voz y coro.
- Judici Universal (1878), para voz y coro.
- Lo noy de la mare: cansó del bressol per cantar a una voz al naixement del bon Jesús (1885).
- La rosa marcida: balada pera cant y piano (ca. 1892).
- Veniu á Maria: cántich de mes de maig pel poble á tres voces (1885).
- La Verge á sas fillas: cántich religiós pel poble á una voz y chor (1882).

### Sardanas
- Les aures de la muntanya (1877), posiblemente la sardana más antigua que se ha "grabado": se picó en un disco de cartón perforado para reproducirla en un órgano de mano.
- La fada del Canigó, tercer premio en el concurso de cobles celebrado en Barcelona en 1892.
- Flors boscanes.
- Perfums d'amor'.'
- Records de l'Empordà (1888), sardana compuesta con motivo de la Exposición Universal de Barcelona de 1888.

## Enlaces
- Uso incorrecto de la plantilla enlace roto (enlace roto disponible en Internet Archive; véase el historial, la primera versión y la última).. Catálogo en línea
- Breve biografía y fotografía del compositor
- Lista de las sardanas compuestas por Cándido Candi

- Datos: Q374570
- Multimedia: Càndid Candi i Casanovas / Q374570